# 2015年広島市長選挙
2015年広島市長選挙（2015ねんひろしましちょうせんきょ）は、2015年4月12日に執行された広島県広島市の市長選挙である。第18回統一地方選挙の一つとして実施された。

## 概要
松井一実市長の任期4年が満了したことに伴って行われた。当初は6人が立候補を表明しており、そのうち4名が3月19日に広島市青少年センターにおいて、ドットジェイピー (NPO)の主催した「広島未来討論会」に参加。松井を含む2名が所用により欠席した。その後1人が立候補を取りやめ、告示日に立候補したのは5人となった。
選挙は現職の松井一実を自由民主党、公明党と民主党広島県連が推薦し再選を目指し、無所属の前サンフレッチェ広島社長小谷野薫らが対抗した。

## 立候補者
以下の5名が立候補を届け出た。
| 候補者名 | 年齢 | 党派   | 推薦・支持党派           | 肩書                                                  |
| -------- | ---- | ------ | ------------------------ | ----------------------------------------------------- |
| 松井一実 | 62   | 無所属 | （推薦）自民・公明・民主 | 〈元〉中央労働委員会事務局長・在英日本大使館1等書記官 |
| 荒木実   | 72   | 無所属 |                          | 駐車場経営〈元〉皮革製品販売業                        |
| 小谷野薫 | 52   | 無所属 |                          | 〈元〉サンフレッチェ広島社長・エディオン顧問          |
| 橋本征俊 | 34   | 無所属 |                          | 〈元〉飲食業・飲食店社員                              |
| 河辺尊文 | 60   | 無所属 | （推薦）共産推薦         | 政治団体事務局長〈元〉広島民主商工会事務局長          |

## 選挙結果
無所属で現職市長の松井一実が、小谷野薫ら4候補に大差をつけて再選を果たした。与野党相乗り選挙で盛り上がりに欠いたことも影響して投票率は42.78%となり、戦後4番目に低い数値となった。対抗候補と目された小谷野は組織選挙を展開する松井陣営を「暗黒選挙」と批判し、自身はインターネット選挙運動を呼びかけ、Twitter、Facebook等のSNSを利用した無党派層、若年層の掘り起こしを狙ったものの、投票した無党派層の支持率は松井の66.6%に対して26.4%に留まり、若年層は20代後半の支持率で拮抗したものの、20代前半、30代の支持率では松井に2倍以上の差をつけられた。
なお、当選者の任期は2015年4月13日付で就任という形態となったが、松井の一期目の任期は同年4月9日までであったことから、厳密には同年4月10日から12日までの間は市長が不在の状態となっていた。
※当日有権者数：935,619人 最終投票率：42.78%（前回比：-6.30pts）
| 候補者名 | 年齢 | 所属党派 | 新旧別 | 得票数    | 得票率 | 推薦・支持                     |
| -------- | ---- | -------- | ------ | --------- | ------ | ------------------------------ |
| 松井一実 | 62   | 無所属   | 現職   | 275,773票 | 70.60% | （推薦）自民党・公明党・民主党 |
| 小谷野薫 | 52   | 無所属   | 新人   | 70,116票  | 17.95% |                                |
| 河辺尊文 | 60   | 無所属   | 新人   | 17,279票  | 4.42%  | （推薦）共産党                 |
| 橋本征俊 | 34   | 無所属   | 新人   | 16,675票  | 4.27%  |                                |
| 荒木実   | 72   | 無所属   | 新人   | 10,750票  | 2.75%  |                                |